# نصف دولار جزيرة روانوك - كارولاينا الشمالية
نصف دولار جزيرة روانوك، كارولاينا الشمالية (ويُعرف أيضًا باسم نصف دولار جزيرة رونوك) هي عملة تذكارية أصدرها مكتب سك العملة الأمريكي في عام 1937. احتفلت العملة المعدنية بالذكرى السنوية الـ 350 لمستعمرة روانوك، وتصور السير والتر رالي على أحد وجهيها، وعلى الوجه الآخر إليانور دير وهي تحمل طفلتها، فيرجينيا دير، أول طفل من أصل إنجليزي يولد في مستعمرة إنجليزية في الأمريكتين.
نصف دولار جزيرة روانوك واحدًا من العديد من الإصدارات التذكارية التي أقرها الكونغرس في عام 1936. بما أن الهدف من هذه العملة كان إحياء الذكرى السنوية الـ350 لتأسيس المستعمرة في عام 1587، فلم تُسك هذه العملات حتى عام 1937. كان ويليام ماركس سيمبسون ، النحات الذي صنع العديد من العملات التذكارية في تلك الحقبة، هو من صمم إصدار جزيرة روانوك. لم يتطلب عمله سوى تعديلات طفيفة بناءً على توصية لجنة الفنون الجميلة.
سمح التشريع لجمعية روانوك التذكارية بشراء ما لا يقل عن 25 ألف نسخة في المرة الواحدة، طالما صُدرت قبل يوليو 1937، قدمت المجموعة طلبين للحصول على الحد الأدنى من الكمية. وفي نهاية المطاف، ارجع 21 ألف قطعة إلى دار السك من أجل استردادها وصهرها. تبلغ أسعار كتالوجات جزيرة روانوك مئات الدولارات.

## الخلفية والنشأة
في عام 1584، حصل السير والتر رالي على براءة اختراع من الملكة إليزابيث الأولى ملكة إنجلترا، مما يسمح له باستكشاف "الأراضي النائية الوثنية والبربرية". جهز سفينتين لرحلة استكشافية إلى أمريكا، على أمل تأسيس مستوطنة قريبة من فلوريدا الإسبانية قدر الإمكان. استكشفت السفن على طول ساحل المحيط الأطلسي واختار جزيرة روانوك، في ما يعرف اليوم بولاية كارولينا الشمالية، كموقع للاستيطان بسبب وجود سكان أمريكيين أصليين ودودين بالقرب منها. في عام 1585، أرسلت مدينة رالي سبع سفن أخرى إلى جزيرة روانوك؛ وأطلقت الملكة إليزابيث على المنطقة اسم "فيرجينيا". في عام 1586، بسبب نقص الإمدادات، عاد المستعمرون إلى إنجلترا بعد أن زارهم السير فرانسيس دريك واصطحابهم على متن سفنه.
وصلت بعثة الإمداد بعد أسابيع فقط من رحيل المستعمرين، وخلفت 15 فردًا، لكنهم لقوا حتفهم بحلول عام 1587. باع رالي حقوقه، وأرسل المشترون ثلاث سفن تحمل المستعمرين، الذين تُركوا في جزيرة روانوك في عام 1587 تحت قيادة جون وايت. في 18 أغسطس 1587، أنجبت إليانور دير، ابنة وايت، ابنتها فيرجينيا دير، وهي أول طفلة إنجليزية تولد في مستعمرة إنجليزية في العالم الجديد. وبعد تسعة أيام، غادر وايت إلى إنجلترا لترتيب عملية إعادة الإمداد. ولكن محاولاته هناك أحبطت بسبب الحرب مع إسبانيا، حيث احتاجت إنجلترا إلى كل سفينة للدفاع ضد الأسطول الإسباني. ولم يكن الأمر كذلك إلا في عام 1590 عندما عاد وايت، ليجد أن المستعمرين رحلوا، تاركين كلمة CROATOAN محفورة على شجرة. لا يزال مصيرهم غير معروف، على الرغم من وجود الكثير من التكهنات بأنهم لقوا حتفهم على الجزيرة أو في البحر، أو استيعابهم في قبيلة أمريكية أصلية قريبة.
في عام 1936، شهدت سوق العملات التذكارية الأمريكية ارتفاعًا حادًا بسبب الإصدارات الجديدة ذات الكميات المنخفضة من العملات والتي كان الطلب عليها أكبر من العرض. حتى عام 1954، كانت الحكومة تبيع كامل سك هذه الإصدارات بالقيمة الاسمية لمجموعة مرخصة من قِبل الكونغرس، وحاولت بعد ذلك بيع العملات المعدنية لتحقيق ربح للجمهور. بعد ذلك، وصلت القطع الجديدة إلى السوق الثانوية، وفي أوائل عام 1936، بيعت جميع القطع التذكارية السابقة بسعر أعلى من أسعار إصدارها. جذبت الأرباح الواضحة السهلة التي يمكن تحقيقها من خلال شراء وحمل العملات التذكارية العديد من الأشخاص إلى البدء في جمع العملات المعدنية، والسعي إلى شراء الإصدارات الجديدة. في عام 1936، أصدر الكونغرس عددًا كبيرًا من التذكارات؛ ولم يقل عدد التذكارات التي صدرت للمرة الأولى عن خمسة عشر. إحدى العملات المعدنية التي اعتمدت وصدرت في عام 1936 هي نصف دولار مركز سينسيناتي الموسيقي، التي يسيطر عليها ويستفيد منها توماس جي ميليش، صدرت للاحتفال بذكرى غير موجودة. بناءً على طلب المجموعات المخولة بشرائها، انتج العديد من نصف الدولارات التي سكت في السنوات السابقة مرة أخرى، ويعود تاريخها إلى عام 1936، ومن بينها نصف دولار تذكاري لمسار أوريغون، والذي سك لأول مرة في عام 1926.
بحلول أبريل/نيسان 1936، استجاب الكونغرس لهذه الممارسات، من خلال إضافة الحماية إلى أوراق النقد التذكارية. وتضمنت هذه التغييرات شرطًا يقضي بسك جميع العملات المعدنية في دار سك واحدة، بدلاً من سك العملات الثلاث كما كان الحال في الإصدارات السابقة (كان استخدام علامات دار السك سيجبر هواة جمع العملات على شراء ثلاث عملات متطابقة تقريبًا للحصول على مجموعة كاملة).  تفاعل السوق أيضًا، حيث فشلت العديد من الإصدارات الجديدة في البيع، وانخفضت الأسعار في السوق الثانوية بنحو الثلثين. بحلول نهاية عام 1936، انتهى ازدهار العملات التذكارية.

## تشريع

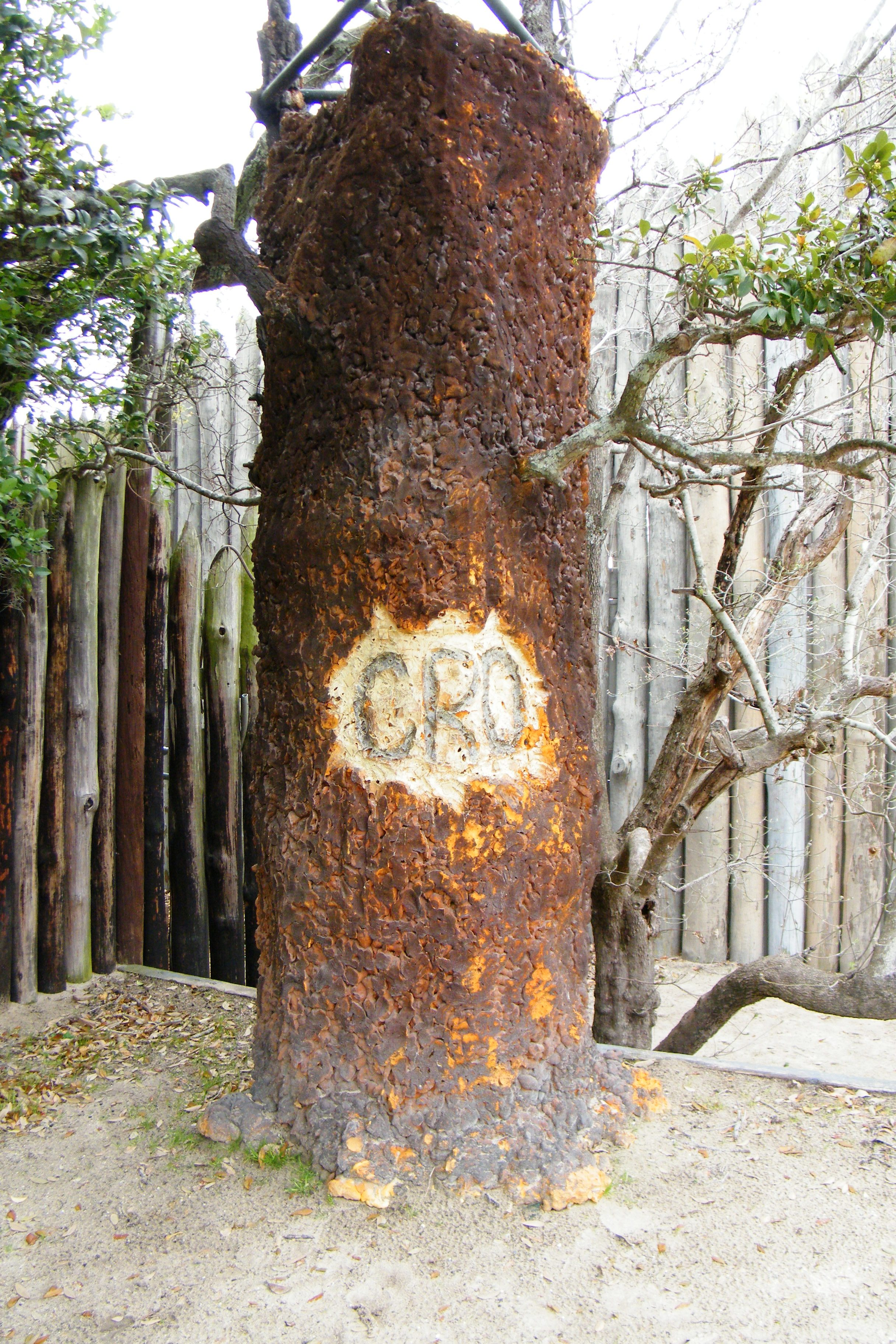
شجرة استُخدمت في إنتاج مسرحية The Lost Colony ، ونُقش عليها "CRO"

قدم مشروع قانون لتفويض إصدار نصف دولار من عملة روانوك إلى مجلس النواب الأمريكي في 20 مايو 1936، من قِبل ليندسي سي وارن من ولاية كارولينا الشمالية، وهو ديمقراطي. وبدلاً من إحالته إلى لجنة العملات، الأوزان، والمقاييس، ارسل إلى لجنة مجلس النواب بأكملها المعنية بحالة الاتحاد لمناقشته في المجلس. وطلب وارن الموافقة بالإجماع على المضي قدما في مشروع القانون. صرح بيرتراند إتش سنيل من نيويورك، وهو جمهوري، أنه إذا كان لدى مجلس النواب المزيد من هذه المشاريع، فإنه سيلقي خطابًا لصالح كل واحد منها (من المفترض لتأخيرها)، ولكن نظرًا لأنه رفض عدة مرات بشأنها، فإنه لن يعترض. صرح روبرت ف. ريتش من ولاية بنسلفانيا، وهو جمهوري، أن هذا هو مشروع القانون الخامس والثلاثين الذي طرحته الأغلبية الديمقراطية، ربما كوسيلة لتضخيم العملة، وأنهم يجب أن يكونوا حذرين حتى لا يفعلوا شيئًا يندمون عليه. لم يعترض أي من الممثلين، ووافق على مشروع القانون في مجلس النواب دون تسجيل أي معارضة.
مُرر مشروع القانون إلى مجلس الشيوخ، وفي 21 مايو 1936، أُحيل إلى لجنة المصارف والعملة. وخرج مشروع القانون من تلك اللجنة في الثاني من يونيو عام 1936، بتقرير قدمه السيناتور الديمقراطي ألفا آدامز من ولاية كولورادو. سمع السيناتور آدامز عن إساءة استخدام العملات التذكارية في منتصف ثلاثينيات القرن العشرين، حيث كانت العملات المعدنية القليلة غير متاحة فعليًا لهواة الجمع، أو زيادر المصدرين عدد العملات المعدنية اللازمة لمجموعة كاملة من خلال إصدارها في دور سك مختلفة بعلامات سك مختلفة؛ عقد جلسات استماع بشأن هذا في 11 مارس 1936. وأشار تقرير لجنة آدامز إلى أن مشروع القانون الأصلي احتوى على "التعديلات الموحدة التي اعتمدتها اللجنة كسياسة تشريعية"، بما في ذلك اشتراط إصدار ما لا يقل عن 25,000 قطعة نقدية في المرة الواحدة، وتقييد الإصدار بدار سك واحدة، يختارها مدير دار السك، مع إصدار جميع العملات قبل الأول من يوليو عام 1937. كانت التهمة الوحيدة الموجهة إلى مشروع القانون، والذي كان في ذكرى تأسيس المستعمرة، ميلاد فيرجينيا دير، ومعموديتها، هي حذف الإشارة إلى معموديتها. عندما نظر مجلس الشيوخ في مشروع القانون في 6 يونيو 1936، وافق على التعديل ثم على مشروع القانون، دون مناقشة مسجلة أو معارضة.
وبما أن المجلسين أقرا نسختين مختلفتين من مشروع القانون، عاد مشروع القانون إلى مجلس النواب. هناك، في 16 يونيو/حزيران 1936، تقدم وارن بطلب إلى مجلس النواب لاعتماد التعديل الذي اقترحه مجلس الشيوخ. وافقت الهيئة على الموافقة على تعديل مجلس الشيوخ دون مناقشة مسجلة أو معارضة. أُقر كقانون بتوقيع الرئيس فرانكلين د. روزفلت في 24 يونيو 1936، مما يسمح بإصدار عدد غير محدود من نصف دولارات روانوك، والتي لا يمكن إصدار أقل من 25,000 منها في أي وقت بناءً على طلب ودفع من قِبل جمعية روانوك التذكارية. لم يُسمح بإصدار أي عملات معدنية بعد الأول من يوليو 1937.

## تحضير
عُين ويليام ماركس سيمبسون، الذي صمم لاحقًا نصف الدولار المئوي في نورفولك، فيرجينيا، لتصميم قطعة روانوك. في 26 سبتمبر 1936، كتب سكرتير لجنة الفنون الجميلة، إتش بي كيمرير، إلى لي لوري، النحات العضو في اللجنة، لإبلاغه أن سيمبسون زار مكاتب اللجنة في واشنطن وترك صورة لنموذج رسم لعملة روانوك، وكانت مرفقة. وافق لوري، وفي 30 سبتمبر، أرسل رئيس اللجنة، تشارلز إس. مور، الموافقة الأولية، بشرط أن يرسل سيمبسون صورًا لنماذجه المكتملة. اختلفت النماذج الأولية عن العملات المعتمدة في عدد من التفاصيل، بما في ذلك وجود تأريخ 1936 وتوقيعه بدلاً من شجرة الصنوبر.
أعاد سيمبسون صياغة نماذجه، وإعادة توزيع النص الموجود على العملة المعدنية وإضفاء قطع على تمثال رالي على الوجه الأمامي، الذي وصفه المؤلف المتخصص في علم العملات دون تاكساي بأنه "أكثر أناقة". كان أحد التغييرات التي أجراها سيمبسون هو تقديم اسم عائلة رالي إلى "رالي"، فكتب إلى كيمرير في 11 ديسمبر ليذكر أن رالي لم يطلق على نفسه هذا الاسم أبدًا، وكان يوقع عادةً باسم عائلته "رالي". وأصرت اللجنة على كتابة الاسم "رالي"، ورضخ سيمبسون لذلك. قُلصت نماذج النحات إلى محاور بحجم العملة المعدنية بواسطة شركة Medallic Art Company في نيويورك.

## تصميم

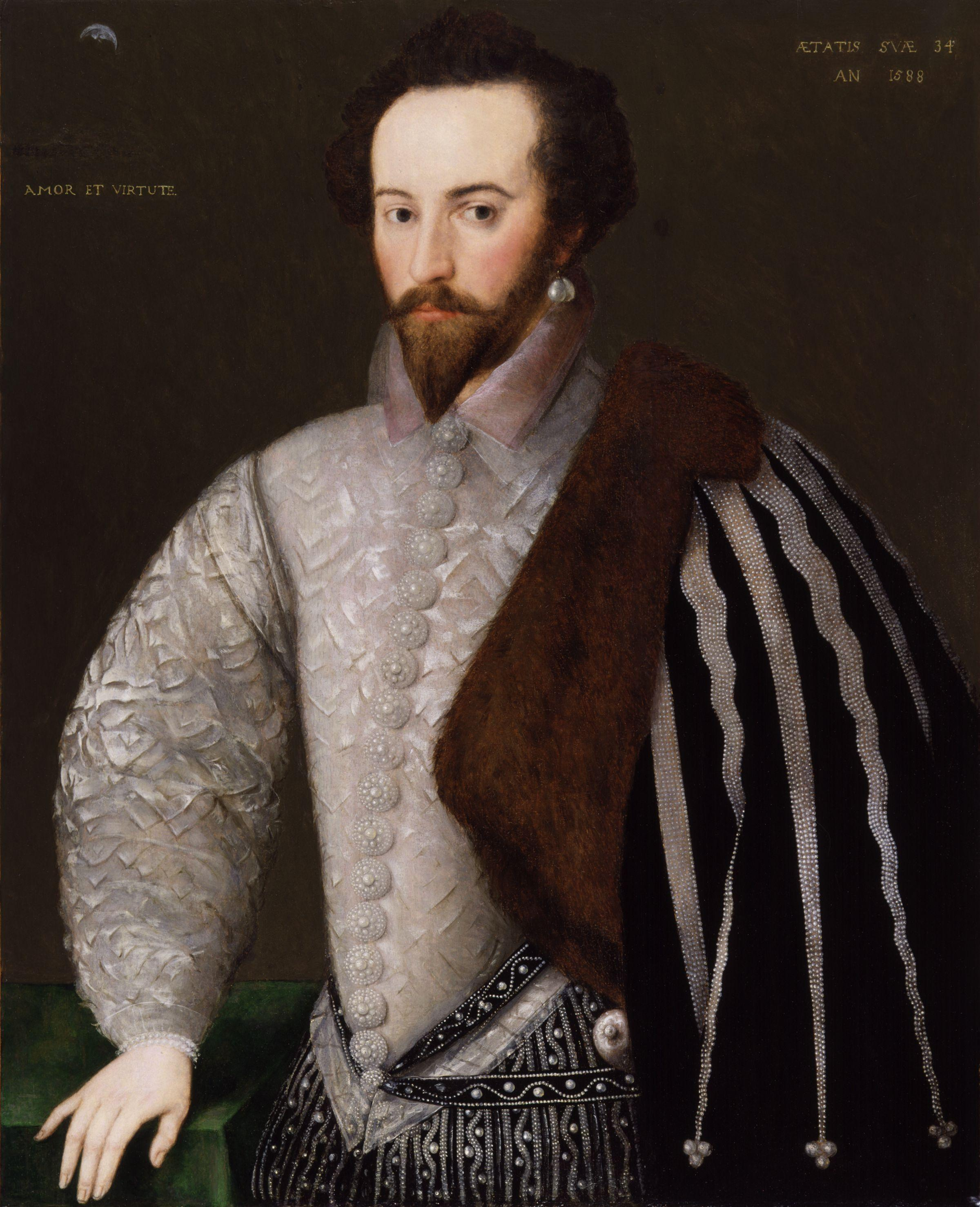
لوحة مجهولة لرالي، 1588

يتضمن تصميم سيمبسون للوجه الأمامي تمثال نصفي للسير والتر رالي، مع اسمه في الأسفل. يرتدي طوقًا مكشكشا، قرطًا، وقبعة من الريش؛ حيث تتداخل الريشة بين الكلمات الموجودة في اسم بلد الإصدار، وتحيط بالنصف العلوي من تصميم الوجه الأمامي. أسفل كتف رالي يوجد شعار الفنان WSM. توجد أيضًا فئة العملة المعدنية والعبارات LIBERTY و E PLURIBUS UNUM على الوجه الأمامي.
وصف عالم العملات بيت سميث تمثال رالي النصفي بأنه "صورة جذابة إلى حد ما استنادًا إلى الصور المرسومة خلال حياة رالي". صرح مؤرخ الفن كورنيليوس فيرمول عن الوجه الأمامي للعملة: "يشبه السير والتر رالي الممثل السينمائي إرول فلين، الذي كان متخصصًا في الدراما الإليزابيثية في الوقت الذي كان سيمبسون يصنع فيه هذه العملة." أيّد هذا الرأي عالما العملات أنتوني سوياتيك ووالتر برين في كتابهما عن العملات التذكارية، حيث وصفا التمثال النصفي بأنه "إرول فلين متنكرًا في هيئة السير والتر رالي". أشار عالم العملات بوب باير، في مقال نُشر عام 2021 حول نصف الدولارات التذكارية الثلاثة التي صممها سيمبسون، إلى أن فلين لم يظهر في فيلم "الحياة الخاصة لإليزابيث وإسيكس" حتى عام 1939، أي بعد عامين من إصدار العملة، ولم يلعب دور رالي، بل لعب دور إيرل إسكس.

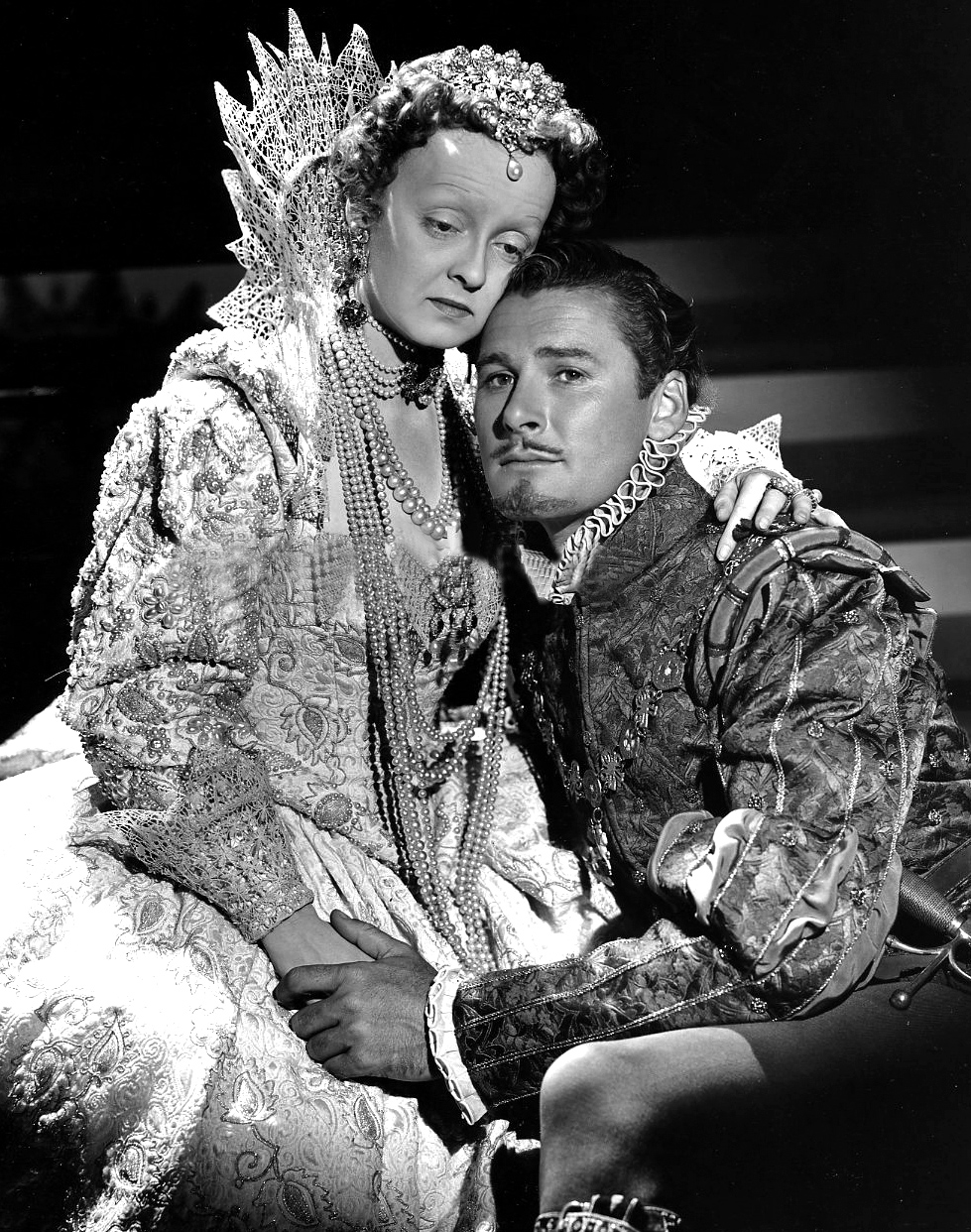
إرول فلين وبيتي ديفيس في الحياة الخاصة لإليزابيث وإسيكس (1939)

يصور الوجه الخلفي إليانور دير وهي تحمل ابنتها فيرجينيا بين ذراعيها. على الرغم من ظهور صور الأطفال الرضع على العملات المعدنية الأمريكية من قبل (على سبيل المثال، على نصف دولار إلجين، إلينوي، المئوية لعام 1936)، اقترحوا، ولكن لم يُصوروا بالكامل كما هي ولاية فرجينيا. كما تظهر أيضًا سفينتان شراعيتان إنجليزيتان من ذلك الوقت. وفقًا للكتيب المرفق بالإصدار، كانت هذه "مشابهة لتلك التي عبر بها المستعمرون المحيط". تقف إليانور دير على قاعدة تنمو منها شجرة صنوبر صغيرة. توجد IN GOD WE TRUST على أحد جانبي إليانور، أسفل السفينة، كما توجد سنوات الذكرى السنوية بالإضافة إلى النقوش التذكارية التي تشير إلى استعمار روانوك وميلاد فيرجينيا دير على الجانب الآخر.
صرح باير أنه على الرغم من تعرض الوجه الآخر للنقد، إلا أن الوجه الآخر حظي بالإشادة. كتب سيمبسون أن فكرة إليانور دير وهي تحمل ابنتها كانت مستوحاة من زيارة إلى النصب التذكاري الوطني للأخوين رايت، الذي يقع مثل روانوك على ساحل كارولينا الشمالية، حيث رأى زوجة الحارس تحمل طفلهما، في انتظار خروج زوجها من الخدمة. تخيلتُ امرأةً شابةً تحمل طفلها على صدرها، تنظر إلى الأفق البعيد خلف السفن. نسيم البحر يداعب ملابسها. لقد رسمتُها واقفةً هناك بشجاعة، تواجه الشك بفخرٍ وعزيمة، ولكن دائمًا بفكرة موطنها إنجلترا.
وصف فيرمول الوجه الخلفي بأنه "تمثال مجمد ومهذب لفيرجينيا دير بين ذراعي إلينور دير، وكل شيء مثبت على قاعدة... هو مفهوم كلاسيكي جديد خالص من القرن العشرين للأمومة، يرفرف ويحمل مشاعر نبيلة حتى في صورة مصغرة." اشتكى من وجود الكثير من الحروف على العملة المعدنية، التي كانت متنوعة للغاية في الحجم. مع ذلك، "في مدح هذه العملة، من الضروري أن نلاحظ نكهتها غير العادية، والتي تختلف إلى حد ما عن الأيقونات المعتادة لنصف الدولار التذكاري للمؤسسين والمستوطنين الأوائل."

## الإصدار، التوزيع، والجمع

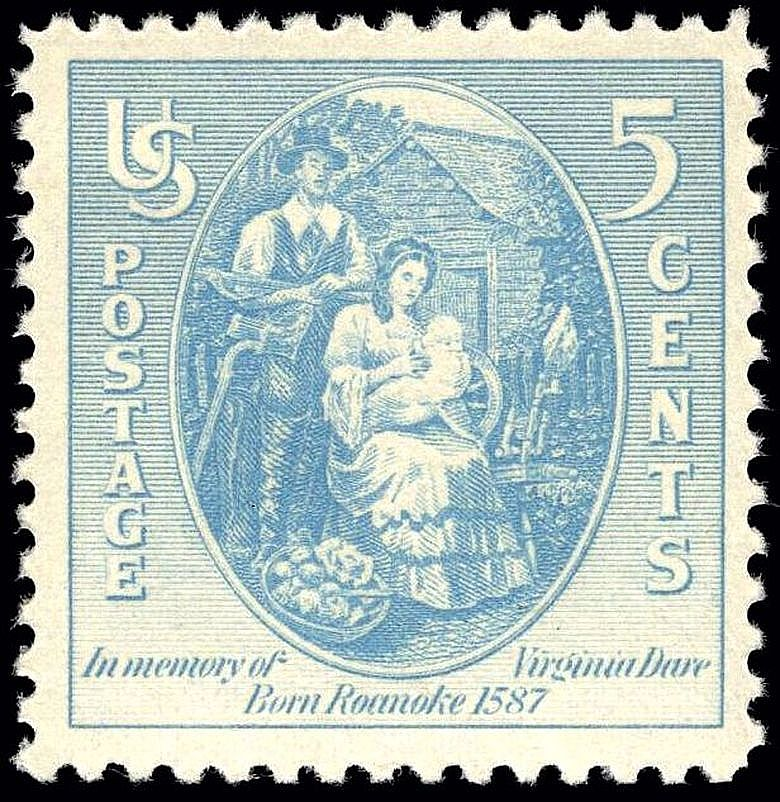
طابع بريدي لفيرجينيا دير، 1937

سُكت كمية أولية قدرها 25,000 نصف دولار، بالإضافة إلى 15 قطعة مخصصة للفحص والاختبار من قِبل لجنة الفحص، في يناير 1937 في دار سك النقود في فيلادلفيا. عُرضت للبيع من قِبل جمعية النصب التذكاري، بتكلفة 1.65 دولارًا بما في ذلك البريد. في مايو 1937، حثّ دي بي فيرينج، رئيس جمعية جزيرة روانوك التاريخية (التي كانت تبيع العملات، وكذلك جمعية النصب التذكارية)، هواة جمع العملات على عدم دفع دولارين أو ثلاثة دولارات لشراء العملة من تاجر: "هناك عدة حالات وردت إلينا بالتفصيل أعلن فيها التجار نفاد هذه القطعة التذكارية. وهذا ليس صحيحًا على الإطلاق. لدينا ما يقرب من 8000 قطعة من هذه العملات نصف الدولار متاحة للطلب".... ستُستخدم جميع عائدات بيع هذه العملات لتغطية النفقات العرضية والمناسبة للمهرجان التذكاري. لذا، عندما يزعم تاجرٌ أن هذا العدد استُنفِد، فهو يُبالغ في كلامه.
سُك 25،015 قطعة أخرى، بما في ذلك 15 قطعة للجنة التحليل، في شهر يونيو. وبموجب قانون الترخيص، لم يعد من الممكن للجمعية التذكارية أن تطلب المزيد بعد الأول من يوليو 1937. كانت هذه الوثائق متاحة في الوقت المناسب للاحتفال بالذكرى السنوية في أغسطس 1937 في جزيرة روانوك، التي تضمنت إنتاج دراما خارجية، <i id="mwATY">المستعمرة المفقودة</i>، التي انتجت على أساس سنوي هناك منذ ذلك الحين. أصدرت إدارة البريد في الولايات المتحدة طابعًا بريديًا لإحياء ذكرى هذه المناسبة، وكان التصميم مستوحى من ظهر العملة المعدنية. كانت دعوة مشتري العملة عن طريق البريد إلى إنفاق مبلغ إضافي قدره 0.55 دولارًا لشراء كتيب تاريخ مستوطنة جزيرة روانوك. وصلت العملات المعدنية متأخرة للغاية للاستفادة من طفرة العملات التذكارية عام 1936، ارجع 21,000 قطعة إلى دار سك العملة لاستردادها وصهرها.
كان من الممكن شراء عملة روانوك في حالة غير متداولة بحوالي 1.50 دولار في عام 1940، 2.50 دولار في عام 1950، 30 دولارًا في عام 1970، و540 دولارًا خلال طفرة العملات التذكارية الثانية في عام 1980. يُدرج الإصدار الفاخر من كتاب RS Yeoman 's A Guide Book of United States Coins، الذي نُشر في عام 2020، العملة المعدنية بسعر يتراوح بين 135 دولارًا و250 دولارًا، اعتمادًا على الحالة. بيعت عينة استثنائية بمبلغ 5,170 دولارًا في عام 2015.